# UEFA EURO 2024決勝

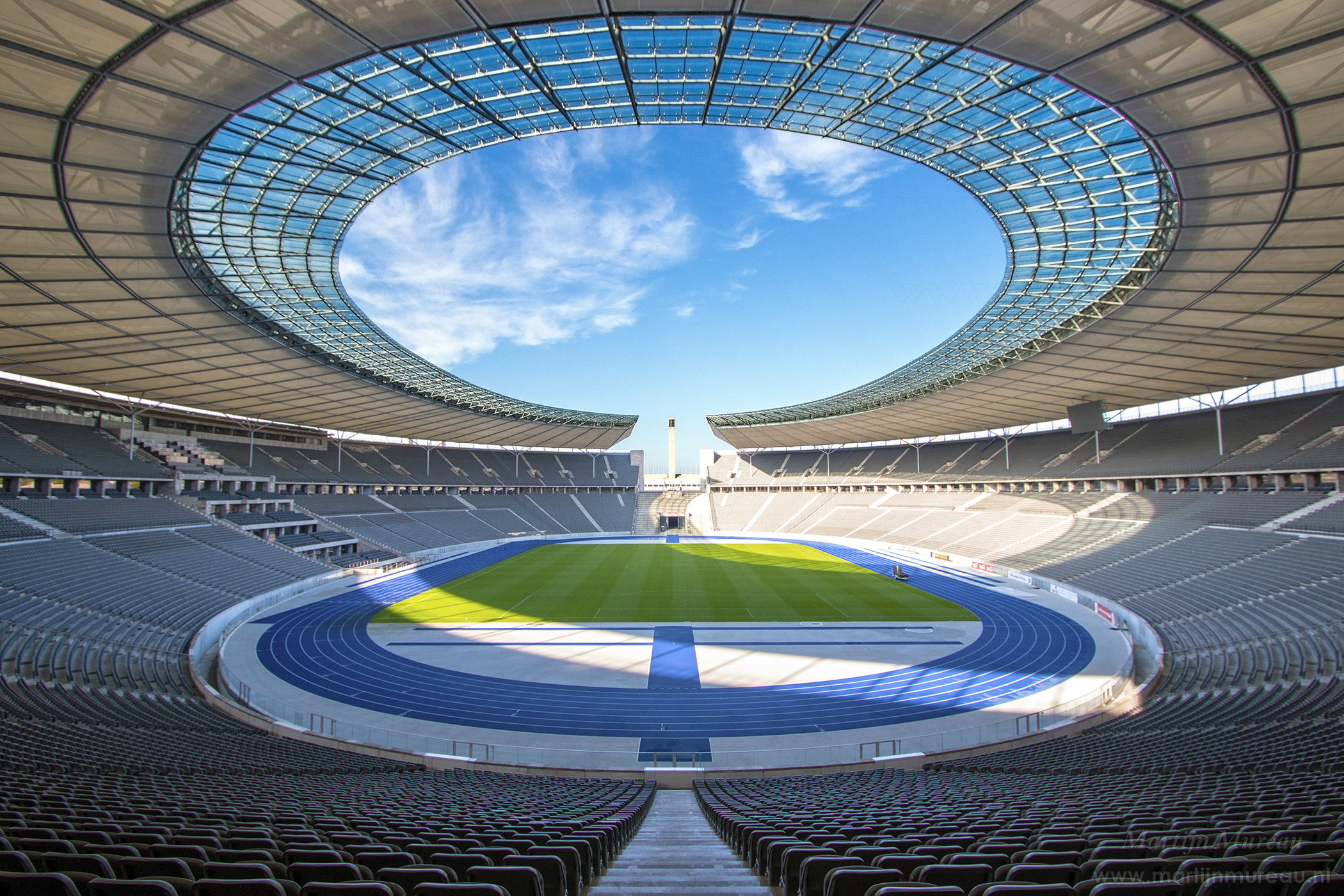
オリンピアシュタディオンの内部

UEFA EURO 2024決勝は、2024年7月14日（中央ヨーロッパ夏時間）にドイツ・ベルリンのオリンピアシュタディオンで開催される予定のUEFA EURO 2024の決勝戦であった。
本試合は、UEFA欧州選手権17回目の決勝戦であり、 5回目の決勝戦となるスペインと、2大会連続の決勝戦となるイングランドが対戦した。
この決勝戦は、イングランドにとって母国以外で開催される主要大会の決勝戦に初めて出場する試合である。
スペインは4度目の優勝を目指しており、一方のイングランドは同大会での初優勝を目指していた。
結果はスペインが2-1で勝利し、UEFA欧州選手権で4度目の優勝を果たし、ドイツを抜いて単独で同大会最多の優勝国となった。

## 会場
決勝戦は、ドイツのベルリンにあるシャルロッテンブルク＝ヴィルマースドルフ区のヴェストエンドに位置するオリンピアシュタディオンで開催される。2018年9月27日、UEFAはスイスのニヨンで行われた開催国選考投票でトルコを破り、2024年の大会をドイツで開催すると発表した。オリンピアシュタディオンは、2022年5月にUEFA執行委員会によって大会の決勝会場に選ばれ、大会のグループステージ3試合、ベスト16の試合、準々決勝の試合も開催されることが発表された。
オリンピアシュタディオンは、1936年夏季オリンピック専用に使用されたベルリン・オリンピアパーク内に1936年にオープンした。このスタジアムはベルリン州が所有し、1963年以来サッカークラブのヘルタBSCの本拠地となっている。ドイツ代表チームも時折このスタジアムでホームゲームを行っている。オリンピアシュタディオンでは、1974年と2006年のワールドカップのいくつかの試合など、いくつかの重要な試合も開催されており、後者にはイタリアとフランスの決勝戦が含まれていた。この決勝戦では、フランスのスーパースターでキャプテンのジネディーヌ・ジダンがイタリアのセンターバック、マルコ・マテラッツィに悪名高い頭突きをし、ジダンは最後の公式戦でレッドカードを受け、イタリアはPK戦で5対3で勝利した。1985年以来、DFBポカールのすべての決勝戦の会場となっている。また、 2011年のFIFA女子ワールドカップの公式開幕戦会場としても使用され、  2015年のUEFAチャンピオンズリーグ決勝のバルセロナ対ユヴェントスの試合会場にもなった。

## 決勝までの道のり
| 順 | チーム     | 試 | 点 |
| -- | ---------- | -- | -- |
| 1  | スペイン   | 3  | 9  |
| 2  | イタリア   | 3  | 4  |
| 3  | クロアチア | 3  | 2  |
| 4  | アルバニア | 3  | 1  |

| 順 | チーム       | 試 | 点 |
| -- | ------------ | -- | -- |
| 1  | イングランド | 3  | 5  |
| 2  | デンマーク   | 3  | 3  |
| 3  | スロベニア   | 3  | 3  |
| 4  | セルビア     | 3  | 2  |

### スペイン
スペインは予選グループAの優勝者として本大会に出場し、8試合中7試合に勝利、唯一の敗北はスコットランド戦であったため、クロアチア、本大会ディフェンディングチャンピオンのイタリア、アルバニアと同じグループBに振り分けられた。スペインはオリンピアシュタディオンでクロアチアに3–0で勝利してキャンペーンを開始し、アルバロ・モラタが29分にスペインの先制点を挙げ、ファビアン・ルイスが32分にリードを2倍にし、ダニ・カルバハルが47分にスペインに3点目を加えた。この試合に先発したラミン・ヤマルは、 UEFA欧州選手権決勝トーナメントに出場した最年少選手となった。その後スペインはタイトル保持者で宿敵イタリアと対戦し、アレーナ・アウフシャルケでイタリアが1-0で勝利した。唯一の得点は55分にリッカルド・カラフィオーリのオウンゴールであった。その後、スペインはグループステージのキャンペーンを、メルクール・シュピール・アレーナで行われたアルバニア戦で1-0で勝利し締めくくった。スペインは13分にフェラン・トーレスが唯一の得点を挙げた。スペインのルイス・デ・ラ・フエンテ監督は、スペインがすでにグループ首位を獲得していたため、先発11人を大幅に変更した。
ノックアウトステージで、スペインはラインエネルギーシュタディオンでラウンド16のグループFの3位チームでUEFAユーロ初出場のジョージアと対戦し、スペインは39分にロドリ、51分にファビアン、75分にニコ・ウィリアムズ、 83分にダニ・オルモのゴールで4–1で勝利した。18分にはジョージアに慰めのゴールとなるロビン・ル・ノルマンのオウンゴールが入った。 準々決勝でスペインはMHPアリーナで開催国ドイツと対戦し、1対0で勝利したUEFA　EURO 2008決勝の再戦となった。今度はスペインが延長戦の末、オルモのゴールで51分にスペインが先制し、フロリアン・ヴィルツが89分にドイツの同点ゴールを決めた。しかし、 119分にミケル・メリノが得点し、スペインは準決勝に進出し、再びスペインが2–1で勝利した。ユリアン・ナーゲルスマンのホスト国をベスト8で敗退させた。準決勝でスペインは、2022 FIFAワールドカップ準優勝国であるフランスとアリアンツ・アレーナで対戦し、フランスが優勝したUEFA EURO 1984決勝と2021 UEFAネーションズリーグ決勝の再戦となった。しかし、今回はスペインが勝利し、ランダル・コロ・ムアニが9分にフランスの得点を先制したが、21分にヤマルがスペインの同点ゴール、そして25分にオルモがスペインの決勝点を挙げた。これは当初ジュール・クンデのオウンゴールとされたが、レビューの結果オルモに伝えられ、これによりスペインは、4-0で勝利したイタリアとのUEFA EURO 2012決勝以来となるUEFA欧州選手権決勝に進出した。ヤマルはUEFA欧州選手権で得点を挙げた最年少選手にもなった。

### イングランド
イングランドは大会予選8試合中6試合に勝利し、大会予選グループCの優勝者として本大会に出場した。 イングランドはセルビア、デンマーク、スロベニアとともにグループCに入った。イングランドはアレーナ・アウフシャルケでセルビアに1–0で勝利してキャンペーンを開始し、ジュード・ベリンガムが13分に得点した。イングランドはその後、ヴァルトシュタディオンでデンマークと対戦した。これは前回のUEFA EURO 2020の準決勝の再戦であり、イングランドは延長戦の末2-1で勝利した。今回は1–1の引き分けに終わった。ハリー・ケインが18分に早々に得点したが、デンマークのモルテン・ヒュルマンドが前半終了前の34分に同点に追いついた。イングランドはラインエネルギーシュタディオンでスロベニアと対戦してグループステージを終えたが、スコアレスドロー（0–0）に終わった。イングランドは勝ち点5ポイントでグループ首位となり、ノックアウトステージに進み、グループD、グループE、またはグループFのいずれかの3位チームと対戦することになった。
ノックアウトステージでは、イングランドはアレーナ・アウフシャルケでグループEの3位チームであるスロバキアと対戦し、イングランドが2–1で勝利した。イヴァン・シュランツが25分にスロバキアの先制点を挙げた。後半終了時にはイングランドは敗退寸前だったが、アディショナルタイム5分にベリンガムのバイシクルキックゴールで延長戦に突入した。延長戦開始直後の91分にケインが得点した。準々決勝では、イングランドはメルクール・シュピール・アレーナでスイスと対戦し、延長戦の末1–1で引き分け、 75分にスイスのブレール・エンボロが先制点を挙げ、80分にブカヨ・サカがイングランドの同点ゴールを決めた。延長戦後もスコアは同点だったため、試合はPK戦に突入し、イングランドが5–3で勝利した。イングランドはコール・パーマー、ベリンガム、サカ、イヴァン・トニー、トレント・アレクサンダー＝アーノルドがPKを成功させ、スイスはファビアン・シェア、シェルダン・シャキリ、ゼキ・アムドゥニがPKを成功させた。スイスが最初にPKを外したのはマヌエル・アカンジのみで、これはイングランドのゴールキーパー、ジョーダン・ピックフォードにセーブされた。準決勝では、イングランドはヴェストファーレンシュタディオンでオランダと対戦し、イングランドが2–1で勝利した。オランダは7分にシャビ・シモンズが先制点を挙げたが、18分にVAR （ビデオ・アシスタント・レフェリー）の判定でデンゼル・ダンフリースがケインにファウルをしてPKが与えられ、ケインが同点に追いついた。イングランドは試合終盤にオリー・ワトキンスのゴールで90分に勝利し、海外でのUEFA欧州選手権決勝に初進出、ウェンブリー・スタジアムでのUEFA EURO 2020決勝に続いて2大会連続の決勝進出を果たした。

### 直接対決
シニア男子の主要大会における両者の最近の対戦は、UEFA EURO 1996準々決勝で、イングランドが0-0の引き分けの後、PK戦で4-2で勝利した。現在のイングランド代表監督、ガレス・サウスゲートは、イングランド代表のセンターバックとして先発していた。スペインが主要大会でイングランドに勝利したのは、1950年のFIFAワールドカップのグループステージ戦で1-0で勝利した時のみである。
両チームの直近の公式戦は2018-19 UEFAネーションズリーグのリーグAで、両チームともアウェー戦で勝利した。ウェンブリーではスペインが2-1で勝利し、セビリアのエスタディオ・ベニート・ビジャマリンではイングランドが3-2で勝利した。
両国のU-21チームは2023年のUEFA欧州U-21選手権決勝に出場し、イングランドが1-0で勝利した。この決勝にはアレックス・バエナ（スペイン代表）、コール・パーマー、アンソニー・ゴードン（ともにイングランド代表）が出場し、いずれもEURO 2024の代表メンバーに名を連ねている。

## 試合前

### 著名な出席者
ケンジントン宮殿は決勝戦前に、英国王位の継承者でサッカー協会会長のウィリアム王子が出席すると発表した。王子はウェンブリー・スタジアムで行われた前回大会決勝戦と、同じ会場で行われたUEFA欧州女子選手権2022決勝戦にも出席し、試合後に優勝したイングランド女子代表に優勝メダルを授与した。また、ダウニング街は英国の首相であるサー・キール・スターマーも出席することを確認した。

### 閉会式
イタリアの音楽グループMeduza、アメリカのポップロックバンドOneRepublic、ドイツのポップシンガーLeonyが、UEFA EURO 2024決勝トーナメントの公式ソング「Fire」を演奏した。

### 審判員
2024年7月11日、UEFA審判委員会は、フランス人審判員のフランソワ・ルテクシエが決勝戦の主審を務めると発表した。ルテクシエは2017年から国際審判員を務めており、これまでのキャリアでUEFAの試合を65試合裁いている。今大会では、グループステージのグループBのクロアチア対アルバニア、グループCのデンマーク対セルビアの3試合と、ラウンド16のスペイン対ジョージアの1試合を担当した。また、ミュンヘンで行われた開催国ドイツ対スコットランドの開幕戦では第4審判を務めた。昨シーズン、ルテクシエはUEFAチャンピオンズリーグとUEFAヨーロッパリーグのUEFAクラブ大会の10試合を担当し、ウェンブリー・スタジアムで行われた2024年のUEFAチャンピオンズリーグ決勝のボルシア・ドルトムント対レアル・マドリードでは第4審判を務めた。また、ピレウスで行われた2023年UEFAスーパーカップのマンチェスター・シティ対セビージャでも審判を務めた。 35歳のレテクシエは、UEFA EURO 2000決勝のフランス対イタリア戦を裁いた当時37歳だったスウェーデン人審判員アンダース・フリスクの記録を破り、ユーロ決勝を担当した最年少審判員となった。
副審は同国のシリル・ムニエとメディ・ラフムーニが務め、ポーランド人のシモン・マルチニャクが第4審判を務める。ビデオ・アシスタント・レフェリー（VAR）はフランス人のジェローム・ブリザールが務め、同じくフランス人のウィリー・デラジョが補佐し、イタリア人のマッシミリアーノ・イッラーティがサポートする。ポーランド人のトマシュ・リストキエヴィッチが副審を務めた。

## 試合

### 概要
ロドリは前半にハムストリングスを負傷し、ハーフタイムで交代した。両チームはハーフタイムで0-0の同点だった。ニコ・ウィリアムズは後半早々の47分、ラミン・ヤマルのアシストを受けてスペインに先制点をもたらした。コール・パーマーは73分、ジュード・ベリンガムの短いパスから一時的な同点ゴールを決め、ミケル・オヤルサバルは試合終了のわずか4分前にマルク・ククレジャのクロスから決勝点を決めた。

### 詳細
| スペイン                                | 2 - 1    | イングランド    |
| --------------------------------------- | -------- | --------------- |
| - ウィリアムズ 47分 - オヤルサバル 86分 | レポート | - パーマー 73分 |

| スペイン | イングランド |

| GK                           | 23 | ウナイ・シモン           |      |      |
| RB                           | 2  | ダニ・カルバハル         |      |      |
| CB                           | 3  | ロビン・ル・ノルマン     |      | 83分 |
| CB                           | 14 | アイメリク・ラポルテ     |      |      |
| LB                           | 24 | マルク・ククレジャ       |      |      |
| CM                           | 16 | ロドリ                   |      | 46分 |
| CM                           | 8  | ファビアン・ルイス       |      |      |
| RW                           | 19 | ラミン・ヤマル           |      | 89分 |
| AM                           | 10 | ダニ・オルモ             | 31分 |      |
| LW                           | 17 | ニコ・ウィリアムズ       |      |      |
| CF                           | 7  | アルバロ・モラタ         |      | 68分 |
| 控え                         |    |                          |      |      |
| MF                           | 18 | マルティン・スビメンディ |      | 46分 |
| FW                           | 21 | ミケル・オヤルサバル     |      | 68分 |
| DF                           | 4  | ナチョ                   |      | 83分 |
| MF                           | 6  | ミケル・メリーノ         |      | 89分 |
| 監督                         |    |                          |      |      |
| ESP ルイス・デ・ラ・フエンテ |    |                          |      |      |

| GK                       | 1  | ジョーダン・ピックフォード |        |      |
| CB                       | 2  | カイル・ウォーカー         |        |      |
| CB                       | 5  | ジョン・ストーンズ         | 53分   |      |
| CB                       | 6  | マルク・グエイ             |        |      |
| RM                       | 7  | ブカヨ・サカ               |        |      |
| CM                       | 26 | コビー・メイヌー           |        | 70分 |
| CM                       | 4  | デクラン・ライス           |        |      |
| LM                       | 3  | ルーク・ショー             |        |      |
| AM                       | 11 | フィル・フォーデン         |        | 89分 |
| AM                       | 10 | ジュード・ベリンガム       |        |      |
| CF                       | 9  | ハリー・ケイン             | 25分   | 61分 |
| 控え                     |    |                            |        |      |
| FW                       | 19 | オリー・ワトキンス         | 90+1分 | 61分 |
| MF                       | 24 | コール・パーマー           |        | 70分 |
| FW                       | 17 | イヴァン・トニー           |        | 89分 |
| 監督                     |    |                            |        |      |
| ENG ガレス・サウスゲート |    |                            |        |      |

| プレイヤー・オブ・ザ・マッチ ESP ニコ・ウィリアムズ 副審 FRA シリル・ミュニエ FRA メディ・ラフムーニ 第4審判 POL シモン・マルチニアク 予備副審 POL トマシュ・リストキエヴィチ VAR FRAジェローム・ブリザール AVAR FRA ウィリー・デラジョ ITA マッシミリアーノ・イッラーティ | 試合ルール - 90分ハーフ。 - 90分ハーフで同点だった場合は30分ハーフの延長戦。 - 延長戦でも同点だった場合はPK戦。 - 指名された交代選手は最大15名。 - 最大5人の交代が可能。延長戦では6人目も交代可能。 - 交代の機会は最大3回まで、延長戦では4回目が認められる。 |

### 統計
| Statistic       | ESP | ENG |
| --------------- | --- | --- |
| Goals scored    | 0   | 0   |
| Total shots     | 4   | 3   |
| Shots on target | 0   | 1   |
| Saves           | 1   | 0   |
| Ball possession | 66% | 34% |
| Corner kicks    | 6   | 1   |
| Fouls committed | 6   | 2   |
| Offsides        | 0   | 0   |
| Yellow cards    | 1   | 1   |
| Red cards       | 0   | 0   |

| Statistic       | ESP | ENG |
| --------------- | --- | --- |
| Goals scored    | 2   | 1   |
| Total shots     | 10  | 6   |
| Shots on target | 5   | 2   |
| Saves           | 1   | 3   |
| Ball possession | 59% | 41% |
| Corner kicks    | 4   | 1   |
| Fouls committed | 5   | 3   |
| Offsides        | 1   | 0   |
| Yellow cards    | 0   | 2   |
| Red cards       | 0   | 0   |

| Statistic       | ESP | ENG |
| --------------- | --- | --- |
| Goals scored    | 2   | 1   |
| Total shots     | 14  | 9   |
| Shots on target | 5   | 3   |
| Saves           | 2   | 3   |
| Ball possession | 63% | 37% |
| Corner kicks    | 10  | 2   |
| Fouls committed | 11  | 5   |
| Offsides        | 1   | 0   |
| Yellow cards    | 1   | 3   |
| Red cards       | 0   | 0   |

## 優勝国
| UEFA EURO 2024優勝国        |
| --------------------------- |
| · スペイン · 3大会ぶり4回目 |